# Mentore Maltoni
Pour les articles homonymes, voir Maltoni.
Mentore Maltoni (Ancône, 1894 - Ancône, 1956) était un sculpteur italien.

## Biographie
Sculpteur et peintre important de la région des Marches dans la première moitié du XXe siècle, il a étudié à Urbino et a ensuite été actif à Milan et à Rome; certaines de ses œuvres sont exposées à la Galleria d'Arte Moderna de la Pinacoteca civica Francesco Podesti à Ancône. Elève de Domenico Jollo à l'Institut Royal des Beaux-Arts d'Urbino, il a laissé des œuvres publiques à Rimini, Senigallia, Corinaldo, Ancône.

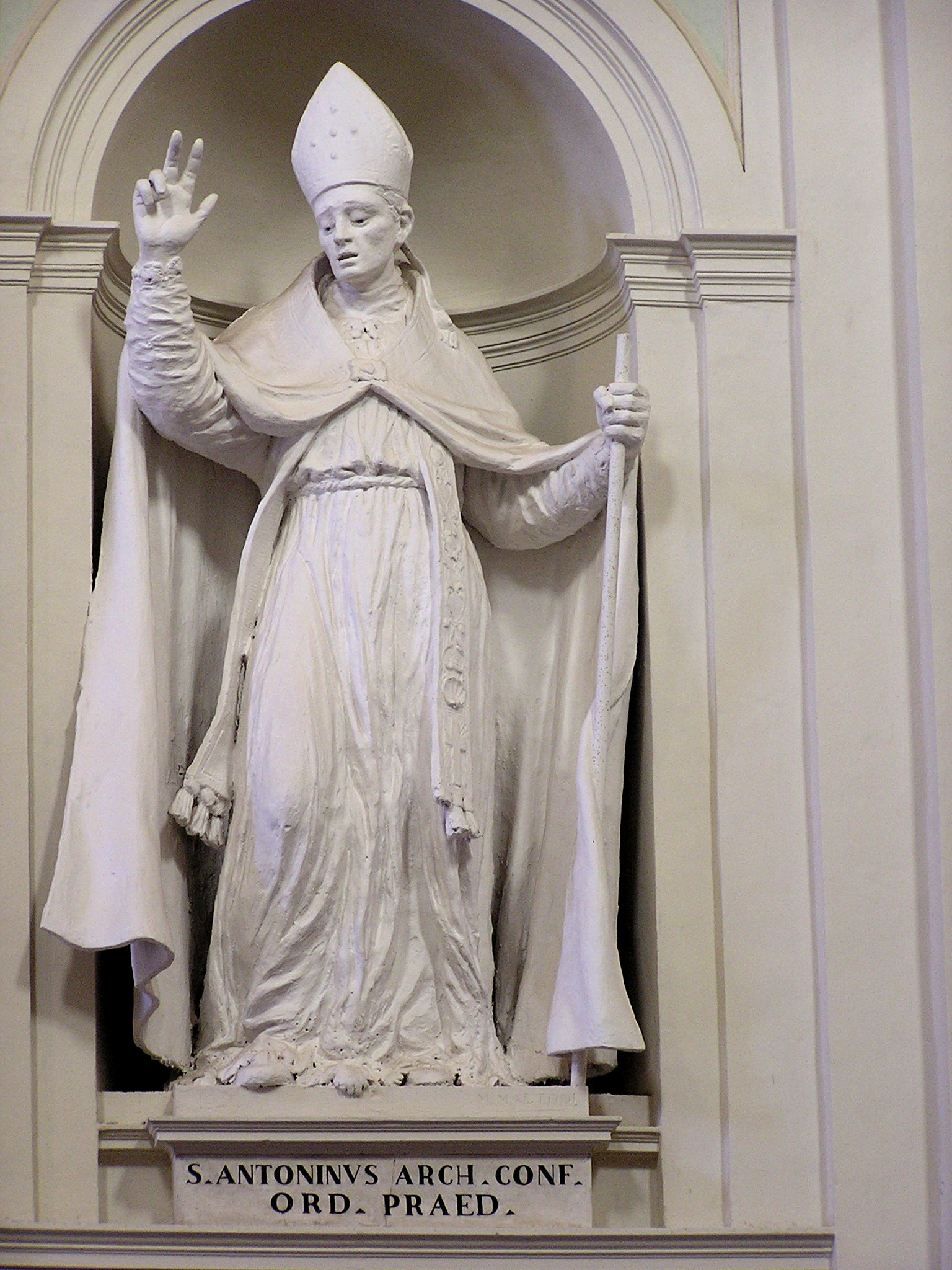
Statue de Saint Antonnini à l'Église Saint-Dominique d'Ancône

Il est né à Borghetto di Ancona, un quartier qui a été rasé par des bulldozers en 1983 parce que la montagne continuait à glisser vers la mer. Sa famille, de tradition anarchiste-socialiste la plus authentique, était originaire de Romagne, plus précisément de Terra del Sole, dans la province de Forlì, où son grand-père, Tommaso Maltoni, avait contribué en août 1849 à sauver Giuseppe Garibaldi, traqué par les Autrichiens, en le transportant à Terra del Sole, alors Grand-Duché de Toscane. Le frère de Mentore, Giulio Maltoni, antifasciste et internationaliste, a subi la violence du régime fasciste à plusieurs reprises et a été envoyé en exil à Lampedusa. Grâce à une bourse d'études (le legs Sabini), Mentore a pu étudier à l'Institut d'Urbino où il est devenu l'élève préféré de Domenico Jollo, un maître sculpteur de l'école napolitaine. Il est appelé sous les drapeaux pendant la Première Guerre mondiale et est fait prisonnier après la défaite de Caporetto en 1917.
Dans ses jeunes années, il a restauré et décoré la petite église de Montefiore Conca. Dans les années 1920, Maltoni est peut-être le sculpteur qui représente le plus efficacement l'"école napolitaine". Un vérisme qui lui permet de capter l'expression des pêcheurs et des enfants de la rue, qu'il a efficacement traduite en formes classiques et hellénistiques. Des œuvres comme l'"arengario de la Casa del mutilato" d'Ancône, les statues et les bas-reliefs commémorant les morts de la guerre révèlent par la simplicité de leurs lignes son appartenance au nouveau néoclassicisme.
Les différents portraits en plâtre ou en bronze de Vincenzo Gemito, qui sont restés dans certaines collections privées et à la Pinacothèque d'Ancône (comme "Testa di bimbo" (Tête d'enfant), 1920, et le splendide "Autoritratto" (Autoportrait), 1950), sont marqués par le Verismo de Vincenzo Gemito. En particulier les magnifiques portraits d'enfants tels que la tête de l'"Enfant qui rit", 1936, et Laura Belli à l'âge de 4 ans. Mentore Maltoni a également collaboré à la reconstruction d'Ancône après la guerre : avec Vittorio Morelli, il a restauré les reliefs de la Loggia dei Mercanti et les éléments de la Fontana dei Cavalli, puis a reconstruit de toutes pièces la statue de Sant'Antonino dans l'église de San Domenico. Le critique Giorgio Umani l'a décrit comme un "artiste de grande classe".
À l'occasion de sa mort, le journaliste et écrivain Norberto Mancini a écrit à son sujet : "Un artiste qui, dans ses œuvres, manifeste son monde spirituel fait de bonté sincère et de mélancolie voilée de douceur humaine. Il était un interprète très efficace de sa propre vie et de celle des autres, en particulier des personnes humbles. Un exemple rare de foi dans les valeurs pures de l'esprit et de cohérence avec les canons éternels de l'art. C'est Mentore Maltoni, une modeste et grande sculpture, silencieuse et active, qui a disparu de manière immature des misères de notre existence".

## Œuvres principales

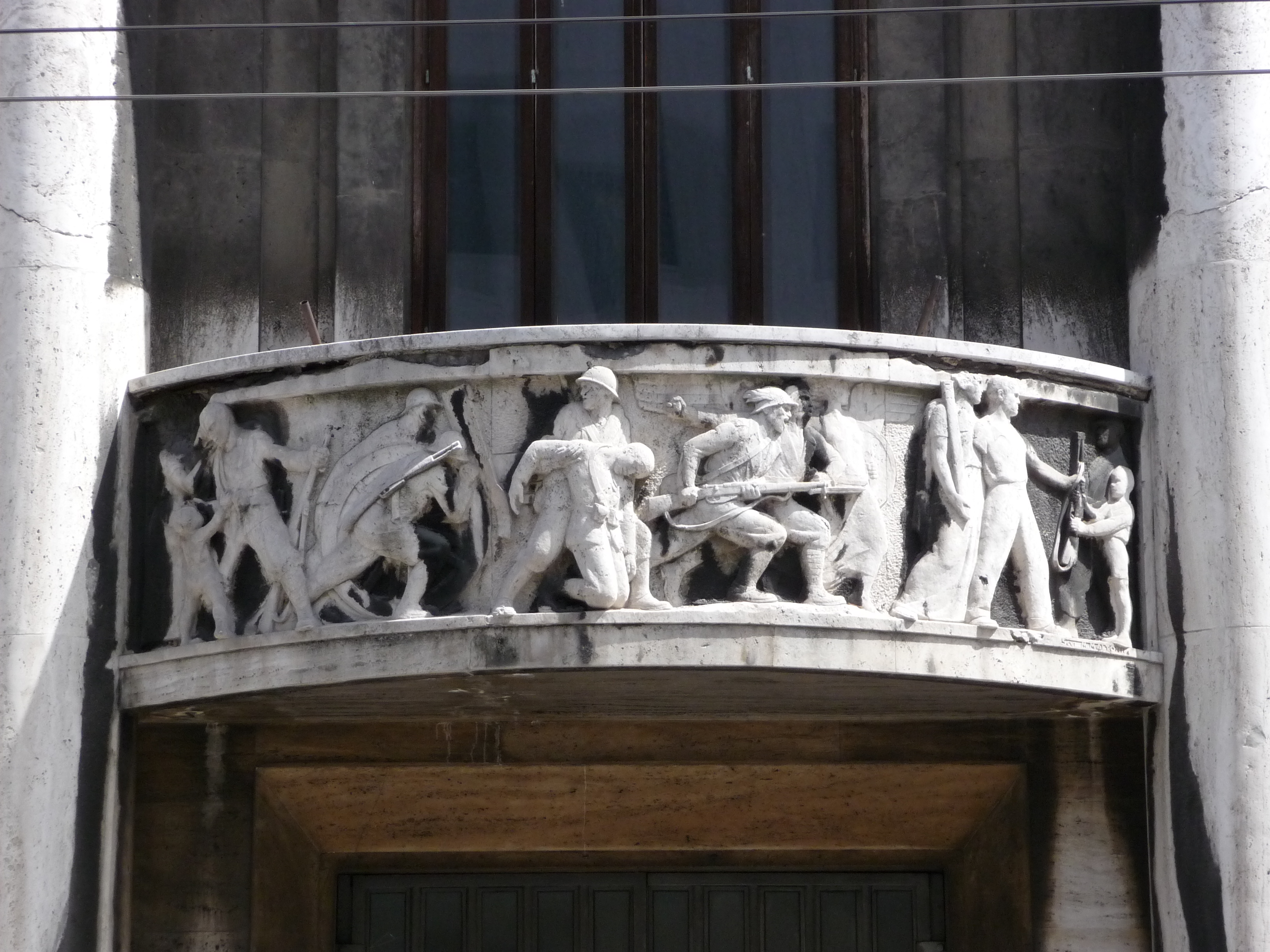
Ancône: Palazzo del Mutilato (arch. Eusebio Petetti) - Détail de l'arengario avec le relief de Maltoni

Portraits en plâtre et moulés en bronze
- Autoritratto, vers 1950, bronze, Civica Pinacoteca Podesti, Ancône
- Ritratto di bambino, 1920, bronze, Civica Pinacoteca Podesti, Ancône
- Gino Maltoni a tre anni, 1929, plâtre, coll. Maltoni, Ancône
- Ritratto di bambino che ride, 1936, plâtre, coll. Maltoni, Ancône
- Pescatorello, s.d., plâtre patiné, coll. Maltoni, Ancône
- Ritratto di vecchio emaciato, s.d., bronze, propriété de Camera di Commercio di Ancona, coll. Museo Cassero
- Ritratto di Laura Belli a quattro anni, s.d., plâtre patiné, coll. Maltoni, Ancône
- Ritratto di Melchiorri, s.d., plâtre, coll. Maltoni, Ancône
- Ritratto di Crociani, s.d., plâtre, coll. Maltoni, Ancône
- Ritratto maschile, 1939, plâtre patiné, coll. Cassero per la Scultura, Montevarchi
- Ritratto di Giorgio Umani, s.d., bronze, coll. Umani, Rome
- Ritratto di Giorgio Umani, s.d., plâtre patiné, coll. Maltoni, Ancône
- Ritratto di Ferroni, s.d., bronze, coll. Giuliodori, Ancône
- Ritratto della sorella di Cagli, s.d, coll. Accademia Marchigiana di Scienze, Lettere e Arti, Ancône
- Busto di giovane nobildonna, 1942, plâtre, Cassero per la Scultura, Montevarchi
- Busto di Cristo in pietà, s.d., plâtre, coll. Cassero per la Scultura, Montevarchi
- Busto del chirurgo Lorenzo Cappelli, 1941, bronze, Ospedale "Lorenzo Cappelli", Mercato Saraceno (Cesena)

Monuments
- Monumento ai caduti del 1915-'18, Senigallia
- Lapide ai caduti anconetani, 1921, siège municipal d'Ancône
- Monumento ai caduti, Rimini
- Arengario, Maison des Mutilés d'Ancône
- Monumento ai caduti di Corinaldo, 1954, Corinaldo (Ancône)
- Medaglione in bronzo, 1926, Lazzaretto di Ancona (Mole Vanvitelliana)

Autres
- Autoritratto, s.d., huile sur panneau, coll. Maltoni, Ancona
- Ritratto del padre, s.d., huile sur panneau, coll. Maltoni, Ancona

## Référence
- (it) Cet article est partiellement ou en totalité issu de l’article de Wikipédia en italien intitulé « Mentore Maltoni » (voir la liste des auteurs).

1. ↑  « Autori | Il CASSERO - Dodi (Donatella Bortolotti), Timo Bortolotti, Elio Galassi, Ernesto Galeffi, Alberto Giacomasso, Pietro Guerri, Mentore Maltoni, Michelangelo Monti, Mari... », 4 juin 2012
2. ↑  Francesco Carnevali, Cent ans de l'Institut d'art d'Urbino. Notes pour servir une histoire, Urbino 1961./
3. ↑  Ermete Grifoni, Peintres et sculpteurs d'Ancône après Podesti, dans le "Rivista di Ancona", 1966, n. 5/6./
4. ↑  G. Santini, "Gente anconitana", ed. Fano, 1969
5. ↑  Norberto Mancini, La contribution des Marches au progrès de l'humanité. Le sculpteur d'Ancône Mentore Maltoni. Il Messaggero Roma, 19 mars 1957./